# Noida

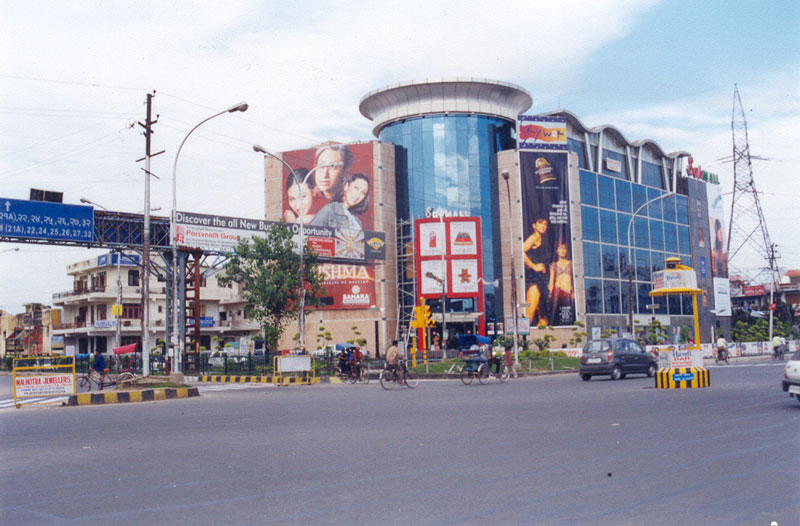
Köpcentrum i Noida.

Noida (vilket är en akronym för New Okhla Industrial Development Authority) är den administrativa huvudorten för distriktet Gautam Buddha Nagar i delstaten Uttar Pradesh. Noida är en så kallad census town och grundades den 19 april 1976. Staden är en snabbt växande sydostlig industriell förort till Delhi och hade 637 272 invånare vid folkräkningen 2011.